# Boylston (Massachusetts)
Boylston – miasto w Stanach Zjednoczonych, w stanie Massachusetts, w hrabstwie Worcester.